# Centauropsis
Centauropsis är ett släkte av korgblommiga växter. Centauropsis ingår i familjen korgblommiga växter.
Kladogram enligt Catalogue of Life:
| Centauropsis | \| \| Centauropsis antanossi \| \| \| \| \| \| Centauropsis cuspidata \| \| \| \| \| \| Centauropsis decaryi \| \| \| \| \| \| Centauropsis fruticosa \| \| \| \| \| \| Centauropsis lanuginosa \| \| \| \| \| \| Centauropsis laurifolia \| \| \| \| \| \| Centauropsis perrieri \| \| \| \| \| \| Centauropsis rhaponticoides \| \| \| \| \| \| Centauropsis vilersii \| \| \| \| |
|              | \| \| Centauropsis antanossi \| \| \| \| \| \| Centauropsis cuspidata \| \| \| \| \| \| Centauropsis decaryi \| \| \| \| \| \| Centauropsis fruticosa \| \| \| \| \| \| Centauropsis lanuginosa \| \| \| \| \| \| Centauropsis laurifolia \| \| \| \| \| \| Centauropsis perrieri \| \| \| \| \| \| Centauropsis rhaponticoides \| \| \| \| \| \| Centauropsis vilersii \| \| \| \| |
|              | Centauropsis antanossi |
|              | |
|              | Centauropsis cuspidata |
|              | |
|              | Centauropsis decaryi |
|              | |
|              | Centauropsis fruticosa |
|              | |
|              | Centauropsis lanuginosa |
|              | |
|              | Centauropsis laurifolia |
|              | |
|              | Centauropsis perrieri |
|              | |
|              | Centauropsis rhaponticoides |
|              | |
|              | Centauropsis vilersii |
|              | |